# Портиџ (Јута)
Портиџ (енгл. Portage) град је у америчкој савезној држави Јута.

## Демографија
По попису из 2010. године број становника је 245, што је 12 (-4,7%) становника мање него 2000. године.
| Група             | 2000.       | 2010.       |
| Белци             | 243 (94,6%) | 236 (96,3%) |
| Афроамериканци    | 0 (0,0%)    | 1 (0,4%)    |
| Азијати           | 0 (0,0%)    | 0 (0,0%)    |
| Хиспаноамериканци | 14 (5,4%)   | 7 (2,9%)    |
| Укупно            | 257         | 245         |